# جيمي أندرسون
جيمي أندرسون (21 سبتمبر 1976 - ) هو لاعب كرة قدم سويدي يلعب كمدافع.